# Litsea brevipes
Litsea brevipes är en lagerväxtart som beskrevs av André Joseph Guillaume Henri Kostermans. Litsea brevipes ingår i släktet Litsea och familjen lagerväxter. Inga underarter finns listade i Catalogue of Life.